# 7 Monos
7 Monos és un col·lectiu de creadors d'historietes valencians format per Manuel Bartual, Jordi Bayarri, Manuel Castaño, Sergio Córdoba, Jesús Huguet, Joan Marín, Juan Pedro Quilón, Nacho Sanmartín i Víctor Santos. El grup fou molt actiu a finals de la dècada dels 90 La seva sèrie més popular va ser Los Reyes Elfos.
El grup estava integrat pel que en un inici eren dues colles d'amics procedents de diferents escoles d'art:
- Manuel Bartual, Manuel Castaño, Joan Marín i Nacho Sanmartín provenien de l'Escola d'Arts i Oficis de València
- Jordi Bayarri, Sergio Córdoba, Juan Pedro Quilón i Víctor Santos eren de la Facultat de Belles Arts de la Universitat Politècnica de València

Jordi Bayarri era el nexe entre tots dos grups

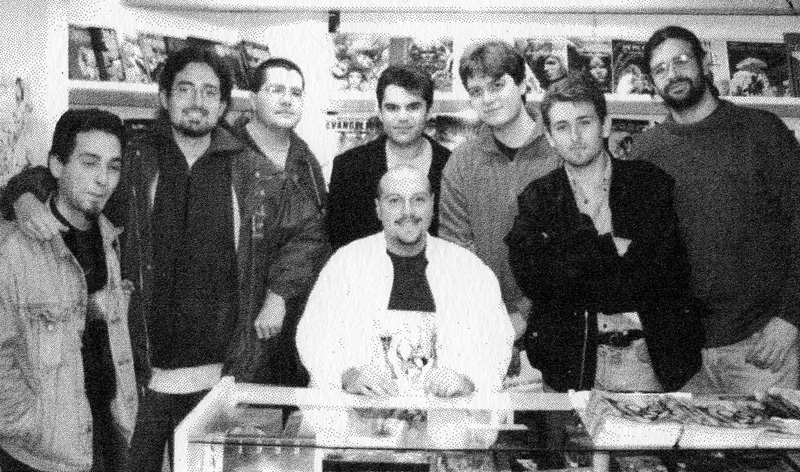
D'esquerra a dreta: Nacho Sanmartín, Joan Marín, Sergio Córdoba, Juan Pedro Quilón, Manuel Bartual, Víctor Santos, Manuel Castaño. Al centre, assegut, Jordi Bayarri

El 1998, arran de l'èxit de Freaks in Love, autoeditat per Sergio Córdona, decideixen unir-se sota un segell col·lectiu, i publiquen:
| Títol                  | Any  | Autoria                        |
| ---------------------- | ---- | ------------------------------ |
| Gaijin                 | 1998 | Víctor Santos                  |
| Magia y acero          | 1999 | Jordi Bayarri                  |
| Morón el pollastre     | 1999 | Manuel Bartual, Manuel Castaño |
| Retales from the Crypt | 1999 | Diversos autors                |
| Los Reyes Elfos        | 2000 | Víctor Santos                  |
| Álex                   | 2001 | Manuel Bartual, Manuel Castaño |
| Con amigos como éstos  | 2002 | Manuel Bartual, Manuel Castaño |